# Деметрий (царь одрисов)
Деметрий — фракийский царь во второй половине IV века до н. э.
О фракийском царе Деметрии известно из найденного, в основном на территории Хасковской области в Болгарии, нумизматического материала с обозначением ΔΗΜΗΤΡΙΟ. Как отметил К. А. Анисимов, после покорения в конце 40-х годов IV века до н. э. македонским царём Филиппом II Юго-Восточной Фракии одрисский царский род не был уничтожен, а некоторые местные властители сохраняли существенные полномочия, включая право на самостоятельный выпуск монет. По замечанию исследователя, как и в случае с Филетой, имеющиеся символы в виде конических сосудов с двумя ручками свидетельствуют о связях с городом Кипселой, а также о родстве Деметрия с Котисом I и Керсоблептом. При этом наречение Деметрия явно обусловлено имевшимися родственными отношениями с македонской аристократией. Вероятно, Севт III, который сумел восстановить независимость Одрисского царства после восстания 331 года до н. э., пришёл к власти после Филеты и Деметрия.